# Arūnas Spraunius

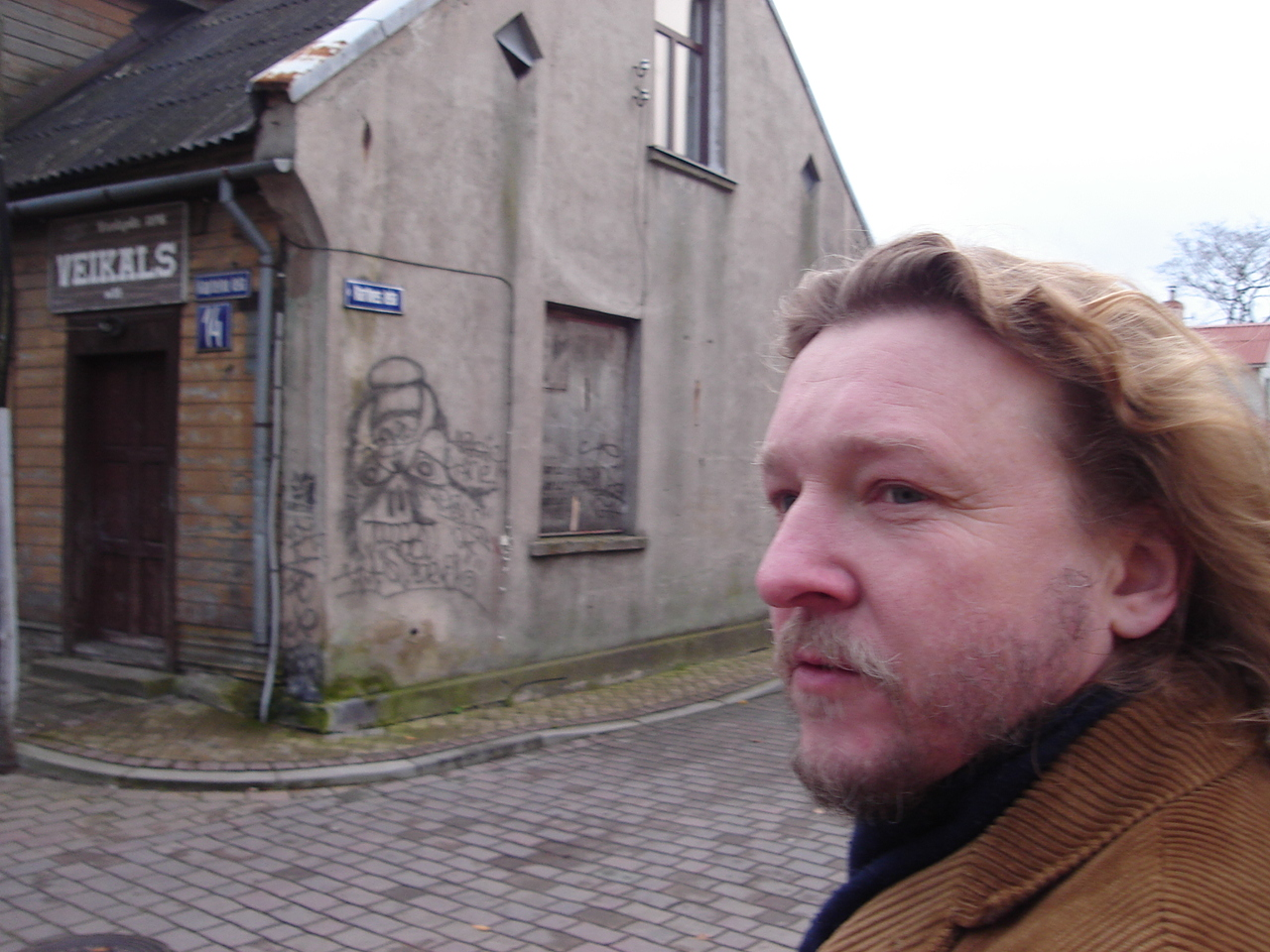
Arūnas Spraunius

Arūnas Spraunius (ur. 8 listopada 1962 r. w Rosieniach) – litewski poeta, prozaik, eseista i dziennikarz. Od 1998 członek Litewskiego Związku Literatów.

## Twórczość
Charakterystyczne dla stylu autora są konstruktywizm, ironia i elementy absurdu.
Konstruując fabułę, nierzadko splata odległą przeszłość z teraźniejszością a wyraźne postaci – których charakter uwydatnia poprzez kontrastowe cechy – stawia przed nieoczekiwanymi wyzwaniami i w niekonwencjonalnych sytuacjach.
Opublikował m.in.:
- Sulamita (1996, powieść)
- Egzaltacijos (1998, zbiór wierszy)
- Savigraužos karalystė (1999, zbiór wierszy)
- Tylos! (2003, zbiór opowiadań)
- Letos pliažai saulėti (2004, zbiór wierszy)